# ねづっち
ねづっち（1975年2月18日 - ）は、日本のお笑いタレント、漫談家。漫才協会・落語芸術協会所属。所属事務所はプロデューサーハウスあ・うん。東京都日野市出身。血液型O型。既婚。出囃子は「ずいずいずっころばし」。本名は根津 俊弘（ねづ としひろ）。

## 略歴
1995年2月に小学校から高校までの幼馴染・諸藤潤とお笑いコンビ「ケルンファロット」を結成し、サンミュージックプロダクションに所属。途中「ケルン」に名称を変えながら活動するも、2003年にコンビを解散。
2004年に木曽さんちゅうと「Wコロン」を結成。ボケを担当。
なぞかけを得意とし、ネタ中もよく利用。お題を出されてから「整いました!」という掛け声でなぞかけを披露するまでの時間が早いため「即興なぞかけ」と呼ばれており、本人によると、お題から連想されるオチの部分から考え、オチを導き出す答えを考える、というやり方をしている。2010年12月25日放送の「所さんの目がテン!」の実験では、一般的なコンディションでは3秒弱で整っている。「整いました!」は、2010年のユーキャン新語・流行語大賞でトップ10入りしている。
2010年6月19日放送の『メレンゲの気持ち』にて、7年間交際していた6歳年上の一般女性へ公開プロポーズを行い、成功した。
2015年4月にWコロンを解散し、以降はピン芸人として活動。
2019年2月1日付で、落語芸術協会に加入。
漫才協会では理事を務めている。
2014年にYouTubeチャンネルを開設して以降ほぼ毎日動画を投稿していたが、再生回数は伸び悩み、2022年8月初めの時点でチャンネル登録者は3万人程だった。しかし、月1回の単独ライブを短く編集したショート動画の投稿を始めると、これが月間5000万回以上再生されるなど人気を博し、同月中にチャンネル登録者10万人を達成した。
2024年に第74回芸術選奨新人賞大衆芸能部門を受賞した。

## 人物
小学校の頃から「ねづっち」と呼ばれていた。
中学校時代からお笑いの道を目指すようになった。
日本大学明誠高等学校時代は柔道部に所属し、柔道三段の段位を有する。
古文が好きになり、一時は国語教師を志望したが大学受験に失敗したこともあり断念した。
一浪した後、東洋大学法学部に進学。なお、落研に所属していた経験はない。
大学時代に、お笑いのライブに誘われたことがきっかけで、再びお笑い芸人を志すようになった。
特技であるなぞかけ芸は、ケルンファロット時代からの持ちネタであり、7年間コンビを組んだ諸藤潤は「その芸風がずっと嫌いだった」と6年目になって告白された。
売れるためには芸能界の太いパイプが必要だと考え、先輩芸人がパーソナリティーを務めているラジオ番組へ芸名と同じペンネームでネタ投稿を始める。
主に爆笑問題のラジオ番組『爆笑問題カーボーイ』でなぞかけを活かせる「皆でうまい事言おう」のコーナーに投稿していた。年末に行われるネタ職人No.1を決める大会「メールNo.1グランプリ」では、2006年・2007年と出場者に選ばれ2007年大会では優勝している。
これらの経緯から、同じ巨人ファン、草野球仲間ということもあり、爆笑問題の田中裕二と交流が現在でも続いている。
2010年1月までオリジン弁当でアルバイトをしていた。昔、ハンバーガーショップでは当時副店長だったダンディ坂野と一緒に勤務していたほか、江戸川区の町工場、千城製作所でステンレスの研磨・バリ取り、溶接・切断を担当していた。
「東京日野リトル・シニアリーグ」の2学年下に元プロ野球選手の福本誠がいた。
漫才協会の仲間であるナイツと非常に仲が良い。
甲殻類アレルギーであり、営業の景品で伊勢海老をプレゼントされた際は絶句した。
巨人ファンであり、しばしば東京ドームや神宮球場で観戦をするほど。相撲も好き。
大の恐妻家として有名で、ねづっち自身は妻に全く逆らえないらしい。ただ、妻の話をしばしばネタにしており、その人気もかなり高い。

## 受賞歴
2024年

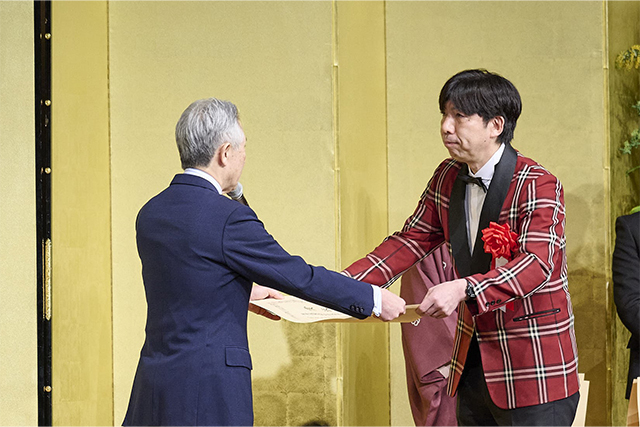
芸術選奨の贈呈式にて。2024年3月。

- 第74回芸術選奨新人賞 大衆芸能部門（『ねづっちのイロイロしてみる60分』）

## 主な出演
※コンビの出演はWコロン#出演作品を参照。

### テレビバラエティ
- トピためっ!（JCN足立、2008年5月12日 - 2014年3月 ）
  - 「あだちプチグルメの旅」のコーナー担当
  - 金曜日司会（2011年4月1日 - ）
- ねづっちぃ散歩Z（J:COM足立、2012年 - 2017年3月）
- ねづっちぃ散歩X（J:COMチャンネル 2017年4月 - ）[14][15]
- ねづっちの安全安心ととのいました（J-COM日野、2012年10月 - 2016年3月）
- サトミツ・ねづっちのエンタメショー（寄席チャンネル）
- ひののソコんとこ調べといて（J:COM日野、2016年4月 - 2018年3月 ）
- Eテレ0655（NHK Eテレ、2017年4月4日 -2019年3月 ）火曜日限定コーナー「ネズミのネズっち チューズデー!なぞかけ」のコーナー担当
- HAYARIYA（RCC中国放送、2017年4月 -）
- お笑い演芸館（BS朝日、2018年4月 -）
- 笑点（日本テレビ、2020年3月、2021年1月、2022年8月）

### テレビドラマ
- 魔進戦隊キラメイジャー 第32話（2020年11月22日、テレビ朝日） - ナゾカケ邪面（声） 役[16]

### ラジオ
- ねづっちの仲見世ボンバー（北陸放送他）冠番組パーソナリティ
- ねづっちの浅草芸人道（山形放送他）冠番組パーソナリティ
- みやちゃん、ねづっちのまいどあり〜（全国AM/FM数局）冠番組パーソナリティ
- 旬!SHUN!ピックアップ（全国AM/FM数局）冠番組パーソナリティ
- BUY NOW（全国AM/FM数局）冠番組パーソナリティ
- いいものテンミニッツ!（全国AM/FM数局）冠番組パーソナリティ
- わくわくお届け便（全国AM/FM数局）冠番組パーソナリティ
- ねづっち、長谷川玲奈の声優さん整いました！（2019年10月 - 2020年9月、新潟放送他）[17]
- ナイツのちゃきちゃき大放送（2019年、TBSラジオ）12時30分頃の真っ昼間大喜利とほとんどの場合エンディングに2ヶ月に一度出演する（基本的に偶数月最終土曜日）。また、稀に中継コーナーに出演する場合もある。
- ねづっち整いジェネレーション（2020年10月 - 、山形放送他）
- ねづっちのお笑い学校（2021年5月ｰ、ラジオ大阪）

### 映画
- 漫才協会 THE MOVIE 舞台の上の懲りない面々（2024年3月1日、KADOKAWA/ミックスゾーン/中京テレビ放送/ミラクルヴォイス[18]）

## 主な作品

### DVD
- ねづっち　なぞかけ教習所（TOエンタテインメント）

### 書籍
- 『ねづっちのハイブリッドなぞかけ』東邦出版、2011年10月
- 『江戸のなぞなぞ　なぞかけランド　なぞかけ動物園』理論社、2013年11月
- 『江戸のなぞなぞ　なぞかけランド　なぞかけ食堂』理論社、2014年1月
- 『江戸のなぞなぞ　なぞかけランド　なぞかけ運動会』理論社、2014年2月
- 『会話を整える』主婦の友社、2021年2月
- 『なぞかけ学校　江戸のなぞなぞ　なぞかけランド 5』理論社、2021年5月
- 『なぞかけ昆虫館　江戸のなぞなぞ　なぞかけランド 4』理論社、2021年4月
- 『なぞかけ遊園地　江戸のなぞなぞ　なぞかけランド 6』理論社、2021年6月